# 拉科克修道院

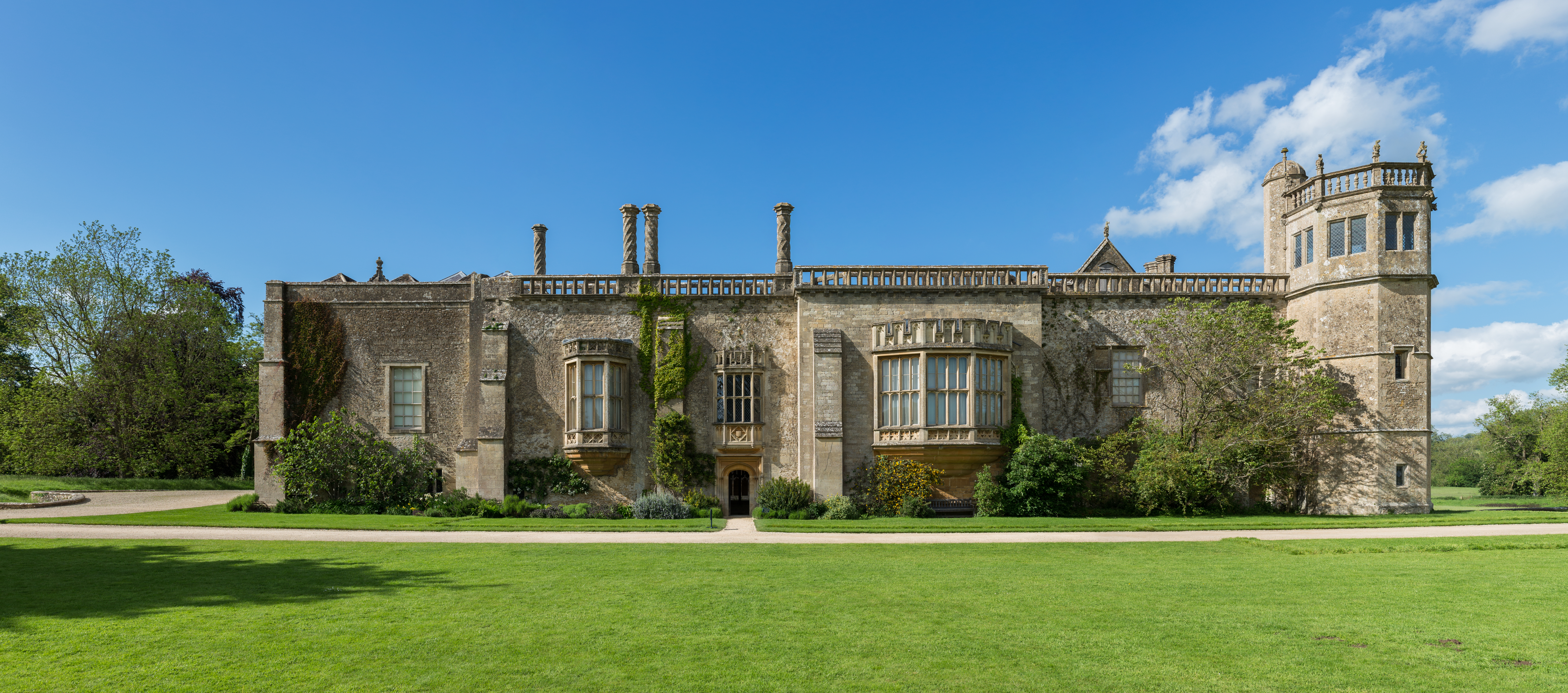
拉科克修道院南面

拉科克修道院（Lacock Abbey）是英格兰威尔特郡拉科克的一座奧斯定會修道院，由索尔兹伯里伯爵夫人埃拉于13世纪初创立。修道院經歷了多次修復，混合了多個時代風格，只有房子北面還保留著原始的都铎式建築風格。
在16世纪解散修道院之前，它一直是一所女修道院。此後，它被卖给威廉·夏灵顿爵士，后者改建成自宅。它在英國內戰期间作為保王黨的防禦工事得到加固，但在1645年向议会军队投降。
这座房子后来落入了塔尔博特家族的手中，在19世纪是威廉·福克斯·塔尔博特的住所，1944年被其后裔捐给国民信托。

## 历史
拉科克修道院于1229年由亨利二世的私生子威廉朗斯皮的遗孀索尔兹伯里伯爵夫人埃拉创立，供奉圣玛丽和圣伯纳德。1232年4月16日，埃拉在拉科克村附近的蜗牛草地（Snail's Meadow）为修道院奠基。1232年，第一位修女进入修道院，埃拉本人也于1228年进入修道院。拉科克修道院在整个中世纪都很繁荣。埃拉赠予的田地产出的羊毛为它提供了可观收入。

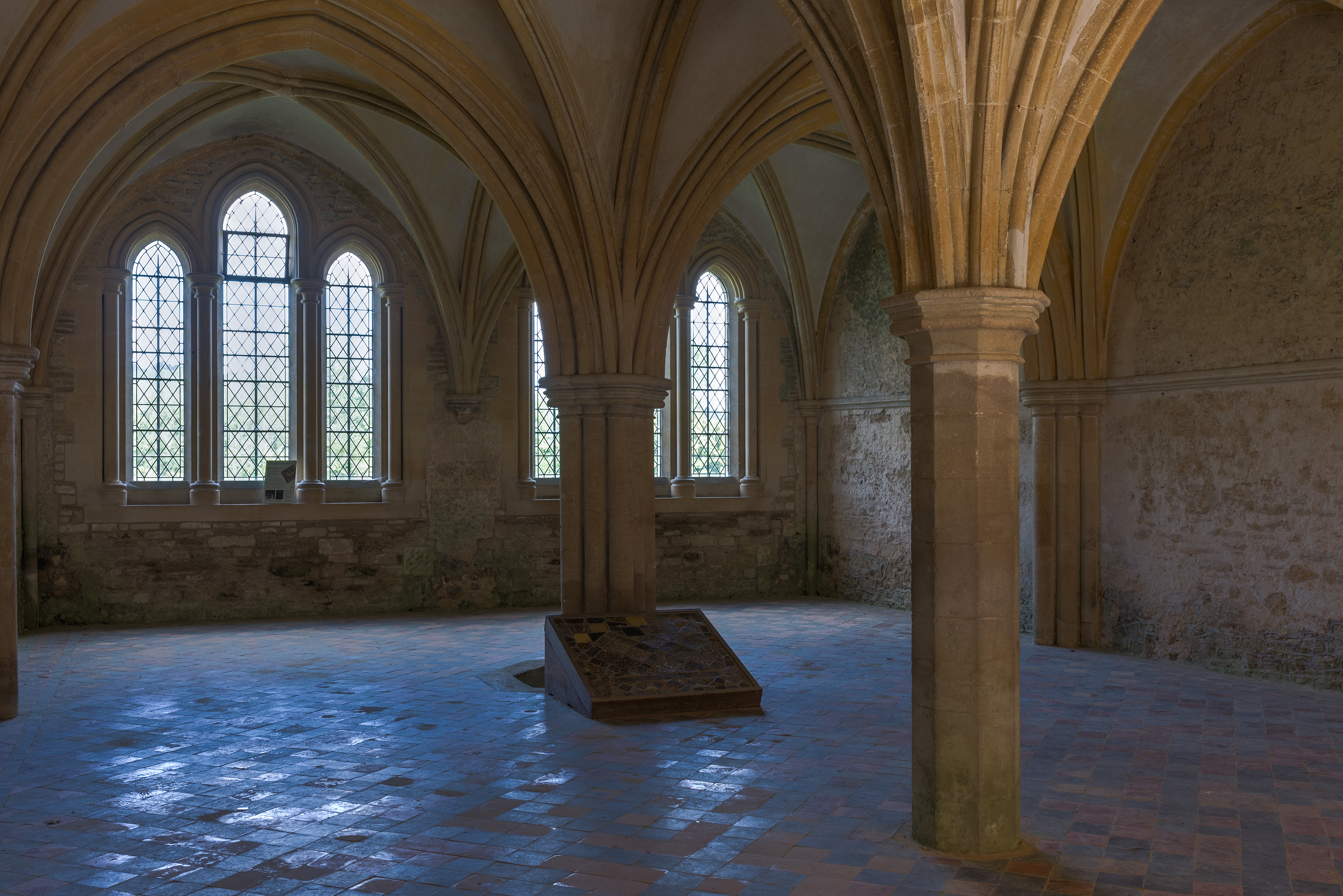
修道院的礼堂是保存至今的建筑之一

16世纪中叶解散修道院后，亨利八世以783英镑的价格将修道院卖给了威廉·夏灵顿爵士。他拆除了修道院的教堂，用将其扩建并改造为庄园。施工在1539年左右开始。修道院其他建筑几乎没有改动。约1550年，他赠建了一座有两层、两座房间的八角塔。

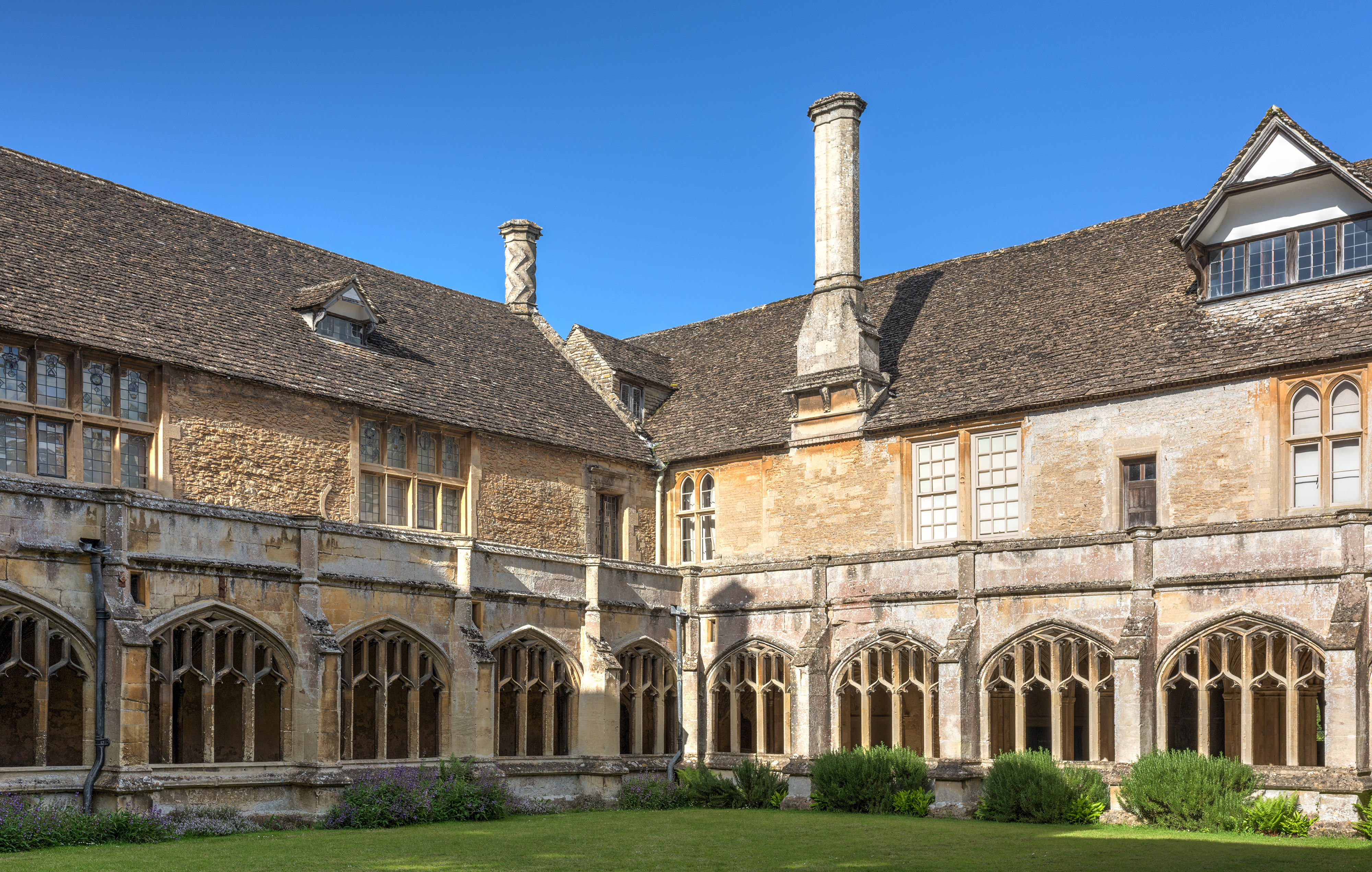
庭院内部

英國內戰期间，庄园被骑士党当做要塞。在奥利弗·克伦威尔于1645年9月下旬占领附近的迪韋齊斯镇后的几天内，驻军向圓顱黨投降。
房子最终落入塔尔博特家族手中，其中最著名的所有者为威廉·福克斯·塔尔博特。他在1835年制作了可能是现存最早的照片底片，上面是修道院的南面的窗户。
1944年，艺术家瑪蒂爾達· 特丽萨·塔爾伯特（Matilda Theresa Talbot）将房子和周围的村莊土地捐給国民信托。修道院内現在還設有福克斯·塔爾伯特博物馆。1960年12月20日，修道院成為一级登錄建築。

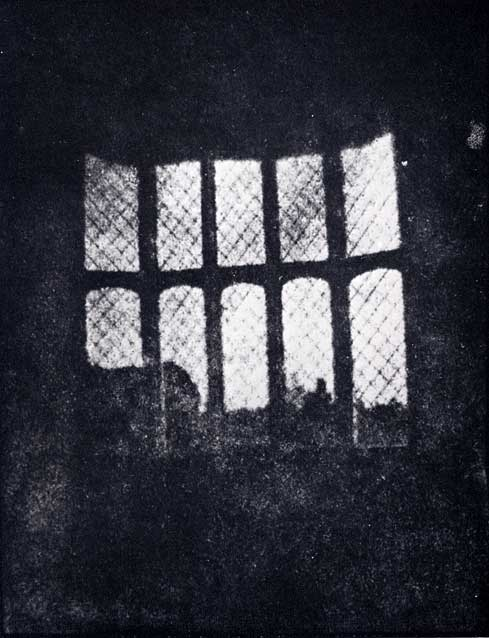
威廉·福克斯·塔尔博特的底片

## 电视电影

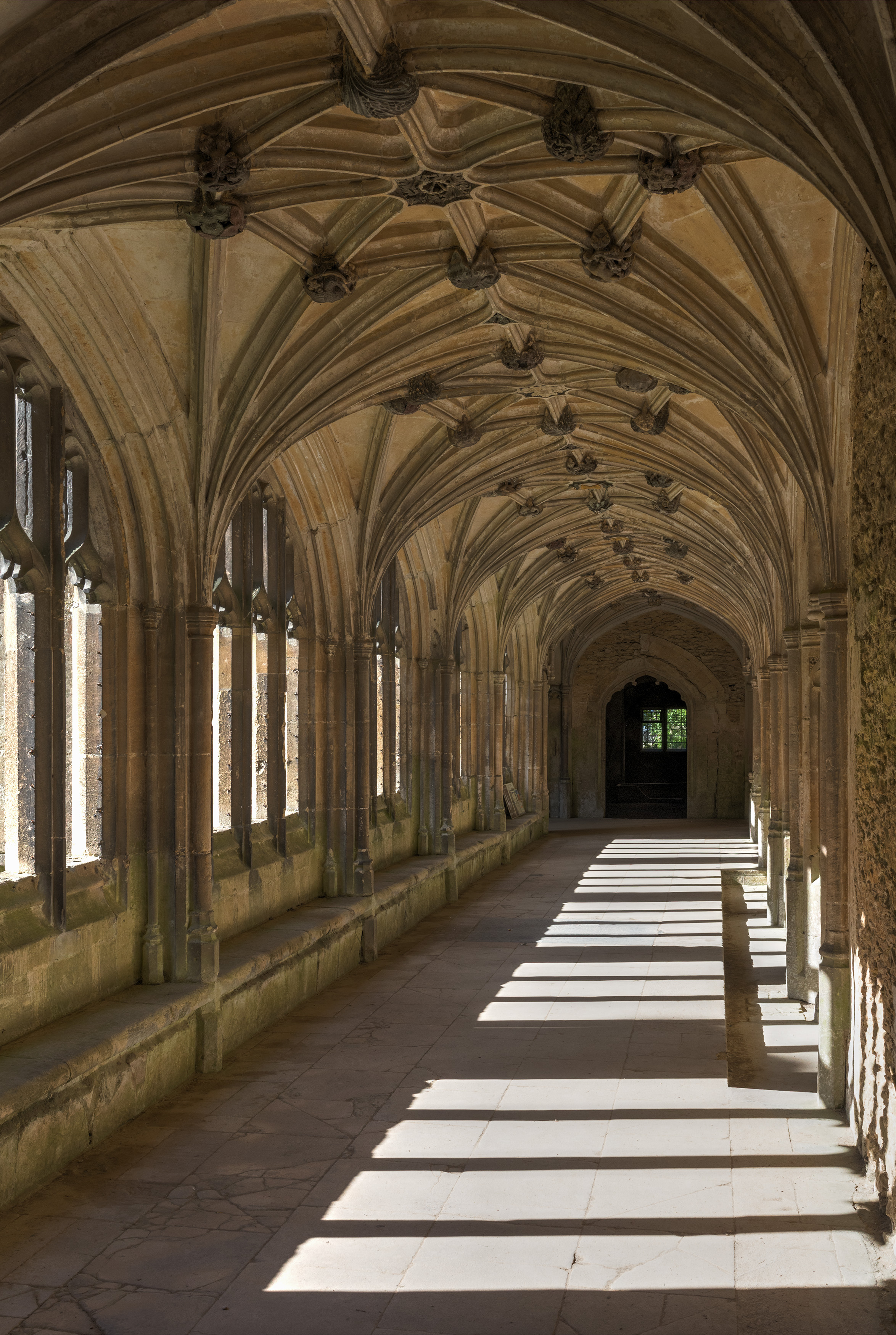
拉科克修道院的回廊

《哈利·波特与魔法石》和《哈利·波特与密室》中的一些室内场景是在拉科克拍摄的，包括哈利发现厄里斯魔镜和听到蛇怪声音的回廊。《哈利·波特与混血王子》和《神奇动物在哪里：格林德沃之罪》也在这里取景。
《傲慢与偏见》以及《狼厅》等也曾在此取景。